# USS Langley (CV-1)

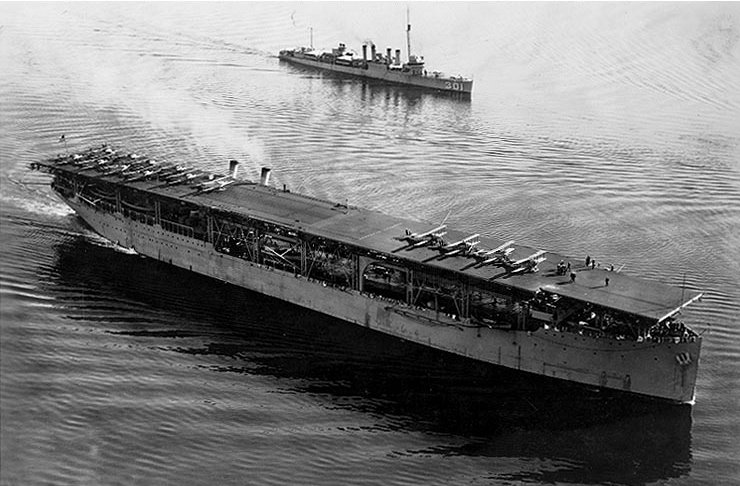
USS Langley nära San Diego, 1928.

USS Langley (CV-1/AV-3) var amerikanska flottans första hangarfartyg, konverterad 1920 från kolfartyget USS Jupiter (AC-3), och även den amerikanska flottans första eldrivna fartyg. Langley byggdes vid Mare Island Naval Shipyard i Vallejo, Kalifornien och sjösattes den 14 augusti 1912. Konvertering av ett annat kolfartyg var planerat men avbröts när Washington Naval Treaty krävde avbeställning av de delvis byggda slagkryssarna Lexington och Saratoga vilket frigjorde deras skrov för konvertering till hangarfartygen  CV-2 och CV-3. Langley namngavs efter Samuel Pierpont Langley, en amerikansk flygpionjär.
Efter ytterligare konvertering till en sjöflygplanstender deltog Langley i andra världskriget. Den 27 februari 1942 attackerades hon av japanska störtbombare ur 21a och 23:e sjöflygsflottiljerna så svårt att hon var tvungen att borras i sank av sin eskort.